# Dicoelotrachelus
Dicoelotrachelus is een geslacht van kevers uit de familie bladkevers (Chrysomelidae).
De wetenschappelijke naam van het geslacht werd in 1941 gepubliceerd door Blake.

## Soorten
- Dicoelotrachelus cubensis Blake, 1946
- Dicoelotrachelus darlingtoni Blake, 1941
- Dicoelotrachelus depilatus Blake, 1941
- Dicoelotrachelus sulcatus Blake, 1946